# 1010年代
1010年代（せんじゅうねんだい）は、西暦（ユリウス暦）1010年から1019年までの10年間を指す十年紀。

## できごと

### 1010年
- ベトナムにて李朝が昇竜（タンロン、後の河内）に遷都。
- イラン最大の民族叙事詩『シャー・ナーメ』完成。

### 1011年
- 一条天皇譲位。第67代三条天皇即位。

### 1012年
- 南インドにてチョーラ朝ラージェーンドラ1世即位。

### 1013年
- 宋で『冊府元亀』が成立。

### 1014年
- ブルガリアのサムイル軍がクレディオンの戦いで東ローマ帝国のバシレイオス2世に大敗。

### 1015年
- キエフ大公ウラジーミル1世死去。その息子スヴャトポルク1世が兄弟のボリスとグレブを殺害して大公となる。

### 1016年
- デンマーク王子クヌート（クヌーズ）がイングランド王に即位。
- 三条天皇譲位。敦成親王（第68代後一条天皇）即位。敦明親王立太子。藤原道長、摂政となる。

### 1017年
- 藤原頼通が摂政となる。

### 1018年
- バシレイオス2世が第1次ブルガリア帝国を滅ぼし、東ローマ帝国がバルカン半島のほぼ全域を奪回。
- ガズナ朝のマフムードがインド遠征でカナウジを占領。

### 1019年
- 刀伊の入寇
- キエフ大公国でヤロスラフ1世（賢公）が即位。